# Valdemaro di Brandeburgo
Valdemaro il Grande (in tedesco Waldemar der Große; 1280 circa – Mieszkowice, 14 agosto 1319) fu margravio di Brandeburgo-Stendal dal 1308 alla morte.
Divenne unico sovrano del margraviato di Brandeburgo dopo la morte di suo cugino Giovanni V di Brandeburgo-Salzwedel nel 1317. Valdemaro è noto come l'ultimo dei margravi della dinastia degli Ascanidi, la quale resse il margraviato a partire dal 1157 con Alberto l'Orso; gli successe il cugino minore Enrico II, che morì un anno dopo.

## Biografia
Era figlio del margravio Corrado di Brandeburgo-Stendal e della moglie Costanza, figlia maggiore del duca Przemysł I della Grande Polonia della dinastia Piast. Valdemaro fu co-reggente della marca di Brandenburgo dal 1302 e successe come margravio dopo la morte dello zio Ottone IV nel 1308.

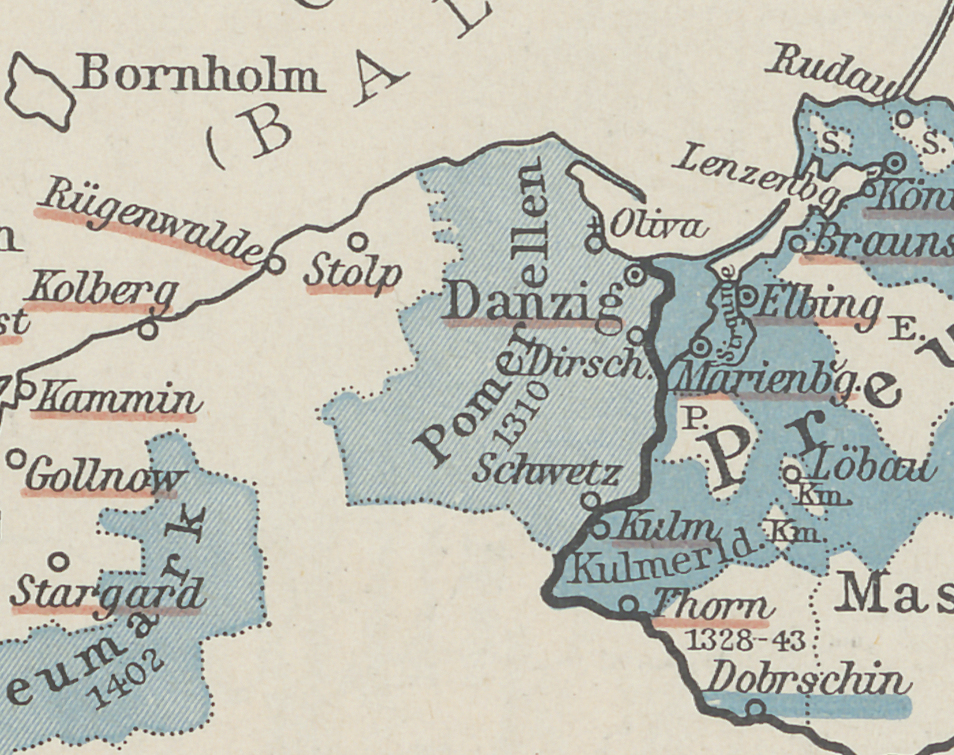
La Pomerelia all'interno di una mappa dello Stato monastico dell'Ordine Teutonico nel 1410.

Nel 1307 Valdemaro firmò un accordo con la dinastia Swienca cedendogli le terre di Pomerelia (Pomerania orientale), dopodiché le truppe del margraviato di Brandeburgo occuparono Świecie, Tczew e tutte le posizioni strategiche presenti fino a Danzica. A sua volta, il re polacco Ladilslao I chiese il sostegno dei Cavalieri Teutonici e, dopo la loro presa di Danzica, Valdemaro con il trattato di Soldin del 1309 cedette le sue pretese sulla Pomerelia a est del fiume Łeba all'Ordine Teutonico con un pagamento di 10.000 marchi d'argento. I distretti dei castelli di Schlawe e Stolp, tra cui la residenza Swienca di Rügenwalde, rimasero inizialmente a Valdemaro.
Nel 1312 Valdemaro intraprese una guerra contro il margravio Federico I di Meißen. Federico fu catturato e imprigionato; per riguadagnare la libertà, dovette cedere la marca della Lusazia e le città di Torgau e Großenhain al margraviato di Brandeburgo e pagare un riscatto di 32.000 marchi d'argento. Alle elezioni imperiali del 1314, Valdemaro votò per il candidato di Wittelsbach Ludovico il Bavaro contro il suo rivale asburgico Federico il Bello. Nel 1316 Valdemaro occupò di nuovo Dresda fino alla fine della guerra con il margraviato di Meißen nel 1317.
Nel conflitto contro il principe Enrico II di Meclemburgo, Valdemaro sostenne i cittadini di Stralsund contro l'imminente invasione del Meclemburgo e occupò la signoria di Stargard, un ex possedimento della defunta moglie di Enrico, Beatrice di Brandeburgo. In tal modo però creò una grande coalizione contro sé stesso formata da Meclemburgo, Werle e il Regno di Danimarca. Nell'agosto 1316 le truppe di Valdemaro furono sconfitte vicino a Gransee. Con il trattato di Templin del 1317 il margravio dovette cedere Stargard e Neubrandenburg al Meclemburgo. Dovette anche rinunciare alle precedenti acquisizioni pomereliane di Schlawe e Stolp, che passarono al duca Wartislao IV di Pomerania.
Nel 1319 Valdemaro acquistò le città della Slesia di Züllichau e Schwiebus .

## Famiglia

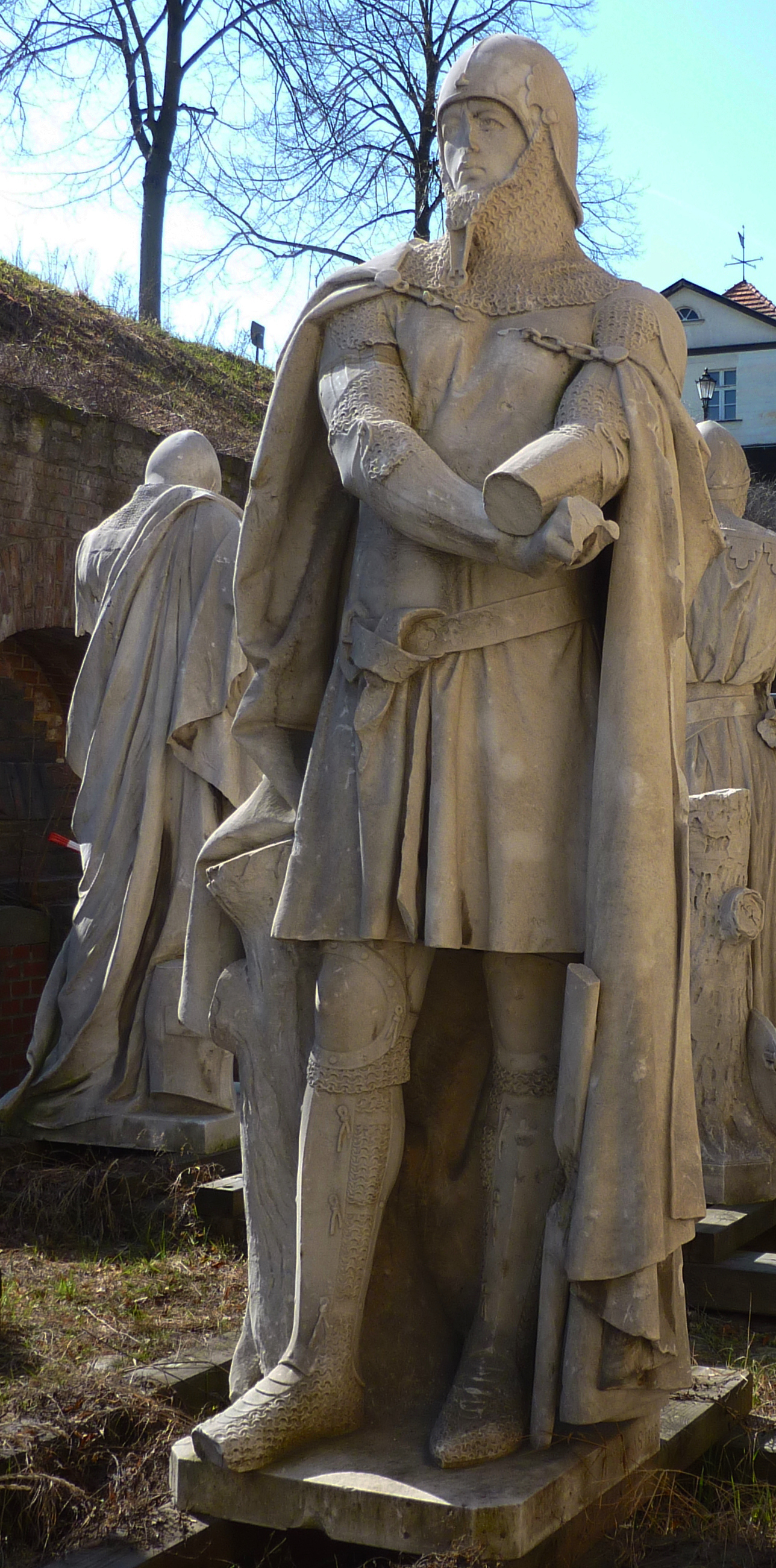
Statua di Reinhold Begas facente parte della Siegesallee, 1900

Nel 1309 sposò sua cugina Agnese (1296 circa-1334), figlia del margravio Ermanno di Brandenburg-Salzwedel. Il matrimonio non generò figli.
Valdemaro fu l'ultimo membro al governo del margraviato di Brandeburgo della dinastia Ascanide. Con la morte di suo cugino Giovanni V nel 1317, la giovane linea Salzwedel dei margravi di Brandeburgo si estinse. Dal 1318 Valdemaro fungeva anche da tutore per suo cugino minore Enrico II, margravio di Brandeburgo-Stendal. La sua avanzata verso le terre prussiane fu ripresa più di 200 anni dopo, quando il Brandeburgo e il ducato di Prussia erano sotto il dominio della dinastia Hohenzollern.
Dopo la morte di Valdemaro, sua moglie Agnese sposò nel dicembre 1319 il duca Ottone di Brunswick-Göttingen. Quando il cugino e protetto Enrico II morì nel luglio 1320, il ramo ascanide del Bradenburgo si estinse. Il feudo venne ripristinato e detenuto successivamente dal re Wittelsbach Ludovico il Bavaro. Nel 1323 cedette il margraviato al figlio maggiore Ludovico V di Baviera, ignorando le rivendicazione dei principi della dinastia ascanide di Anhalt.

## Il falso Valdemaro
Nel 1348 un impostore apparve nell'arcivescovado di Magdeburgo e riuscì a convincere gli astanti di essere Valdemaro, tornando dal pellegrinaggio in Terra santa dopo che seppe che qualcun altro era stato sepolto al suo posto. Ottenne credito facilmente grazie alla rivalità presente tra la dinastia Wittelsbach e la dinastia lussemburghese. Il re Carlo IV di Lussemburgo gli ridiede il margraviato e lo tenne per circa due anni prima che "l'ultimo ascanide" fosse smascherato e fuggito presso la corte di Anhalt a Dessau, dove trascorse il resto della sua vita.

## Ascendenza
|                                           |                                     |                                  | Genitori                         |  |  | Nonni |  |  | Bisnonni                             |  |  | Trisnonni                          |  |
|                                           |                                     |                                  |                                  |  |  |       |  |  | Alberto II, margravio di Brandeburgo |  |  | Ottone I, margravio di Brandeburgo |  |
|                                           |                                     |                                  |                                  |  |  |       |  |  | Alberto II, margravio di Brandeburgo |  |  | Ottone I, margravio di Brandeburgo |  |
|                                           |                                     | Giuditta di Polonia              |                                  |  |  |       |  |  | Alberto II, margravio di Brandeburgo |  |  |                                    |  |
| Giovanni I, margravio di Brandeburgo      |                                     |                                  |                                  |  |  |       |  |  | Alberto II, margravio di Brandeburgo |  |  |                                    |  |
|                                           |                                     | Matilde di Lusazia               | Corrado II, margravio di Lusazia |  |  |       |  |  |                                      |  |  |                                    |  |
|                                           |                                     | Matilde di Lusazia               | Corrado II, margravio di Lusazia |  |  |       |  |  |                                      |  |  |                                    |  |
|                                           |                                     | Matilde di Lusazia               | Elisabetta di Polonia            |  |  |       |  |  |                                      |  |  |                                    |  |
| Corrado, margravio di Brandeburgo-Stendal |                                     | Matilde di Lusazia               |                                  |  |  |       |  |  |                                      |  |  |                                    |  |
|                                           |                                     | Valdemaro II, re di Danimarca    | Valdemaro I, re di Danimarca     |  |  |       |  |  |                                      |  |  |                                    |  |
|                                           |                                     | Valdemaro II, re di Danimarca    | Valdemaro I, re di Danimarca     |  |  |       |  |  |                                      |  |  |                                    |  |
|                                           |                                     | Valdemaro II, re di Danimarca    | Sofia di Minsk                   |  |  |       |  |  |                                      |  |  |                                    |  |
| Sofia di Danimarca                        |                                     | Valdemaro II, re di Danimarca    |                                  |  |  |       |  |  |                                      |  |  |                                    |  |
|                                           |                                     | Berengaria del Portogallo        | Sancho I, re del Portogallo      |  |  |       |  |  |                                      |  |  |                                    |  |
|                                           |                                     | Berengaria del Portogallo        | Sancho I, re del Portogallo      |  |  |       |  |  |                                      |  |  |                                    |  |
|                                           |                                     | Berengaria del Portogallo        | Dolce di Barcellona              |  |  |       |  |  |                                      |  |  |                                    |  |
| Valdemaro, margravio di Brandeburgo       |                                     | Berengaria del Portogallo        |                                  |  |  |       |  |  |                                      |  |  |                                    |  |
|                                           | Ladislao, duca della Grande Polonia | Oddone, duca di Poznań e Kalisz  |                                  |  |  |       |  |  |                                      |  |  |                                    |  |
|                                           | Ladislao, duca della Grande Polonia | Oddone, duca di Poznań e Kalisz  |                                  |  |  |       |  |  |                                      |  |  |                                    |  |
|                                           | Ladislao, duca della Grande Polonia | Viacheslava Yaroslavna di Halych |                                  |  |  |       |  |  |                                      |  |  |                                    |  |
| Przemysł I, duca della Grande Polonia     | Ladislao, duca della Grande Polonia |                                  |                                  |  |  |       |  |  |                                      |  |  |                                    |  |
|                                           |                                     | Edvige                           | …                                |  |  |       |  |  |                                      |  |  |                                    |  |
|                                           |                                     | Edvige                           | …                                |  |  |       |  |  |                                      |  |  |                                    |  |
|                                           |                                     | Edvige                           | …                                |  |  |       |  |  |                                      |  |  |                                    |  |
| Costanza della Grande Polonia             |                                     | Edvige                           |                                  |  |  |       |  |  |                                      |  |  |                                    |  |
|                                           |                                     | Enrico II, granduca di Polonia   | Enrico I, granduca di Polonia    |  |  |       |  |  |                                      |  |  |                                    |  |
|                                           |                                     | Enrico II, granduca di Polonia   | Enrico I, granduca di Polonia    |  |  |       |  |  |                                      |  |  |                                    |  |
|                                           |                                     | Enrico II, granduca di Polonia   | Edvige di Andechs                |  |  |       |  |  |                                      |  |  |                                    |  |
| Elisabetta di Polonia                     |                                     | Enrico II, granduca di Polonia   |                                  |  |  |       |  |  |                                      |  |  |                                    |  |
|                                           |                                     | Anna di Boemia                   | Ottocaro I, re di Boemia         |  |  |       |  |  |                                      |  |  |                                    |  |
|                                           |                                     | Anna di Boemia                   | Ottocaro I, re di Boemia         |  |  |       |  |  |                                      |  |  |                                    |  |
|                                           |                                     | Anna di Boemia                   | Costanza d'Ungheria              |  |  |       |  |  |                                      |  |  |                                    |  |
|                                           |                                     | Anna di Boemia                   |                                  |  |  |       |  |  |                                      |  |  |                                    |  |